# Адио (песма)
Адио је песма црногорског певача Кнеза, са којом је представљао Црну Гору на Песми Евровизије 2015. године у Бечу. Песму је као поклон компоновао Жељко Јоксимовић, док су текст написали Дејан Ивановић и Марина Туцаковић. Кнез је интерно изабран за представника крајем 2014. године.
Кнез је наступао у другом полуфиналу у Бечу, где је освојио 9. место са 57 бодова и тако се пласирао у финале. У финалу је био 16. од 27 земаља и завршио на 13. месту са 44 бода, уз 12 из Србије. То је тада био најбољи пласман Црне Горе у финале Евровизије и њихово друго узастопно финале.